# Theodor Kolle
Carl Theodor Kolle (* 15. Juli 1844 in Hamburg; † 7. September 1932 in Dresden) war ein deutscher Opernsänger (Bass), Musikdirektor und Gesangspädagoge.

## Leben und Wirken
Er war der Sohn des Hamburger Schiffsmaklers Carl Gottfried Kolle. Nach dem Schulabschluss nahm er eine Ausbildung am Konservatorium in Dresden auf. Danach trat er als seriöser Bass u. a. in Ulm und Regensburg auf und sang Hauptrollen wie Sarastro, Eremit und Plumkett. 1885 ließ er sich dauerhaft in Dresden als Gesangspädagoge nieder. Er war u. a. an Ehrlichs Musikschule tätig.
Seit 1878 war er verheiratet mit Antonie Clara Marie geborene Kraft.